# Niehuis en Van den Berg
Niehuis en Van den Berg was een scheepsreparatiebedrijf te Rotterdam dat met voorlopers zelfstandig bestond van 1893 tot 1998.

## Oorsprong
Binnen het groeiende haven- en scheepsreparatiebedrijf in Rotterdam in de tweede helft van de 19e eeuw is plaats voor nieuwkomers als ondernemende smidsbazen. Zo richt J.G.H. Niehuis samen met J.G. Hoebe in 1893 een machinale smederij met gasmotor op. Niehuis zet in 1896 deze scheepssmederij voort met D. van den Berg. Het bedrijf (in een huurpand) aan de Prins Hendrikkade wordt vervolgens regelmatig uitgebreid. In 1910 telt het 65 a 70 werklieden. In 1920 neemt het stadgenoot Löhnis over. Het uitgebreide bedrijf wordt ondergebracht in een nv onder de naam Niehuis en Van den Berg's Scheepsreparatiebedrijf, onder directie van D. van den Berg. 

## Interbellum
Het bedrijf blijft lange tijd een familiebedrijf. In 1925 komt ir. J. van den Berg die in 1933 zijn vader als directeur opvolgt. In 1930 volgt een grote uitbreiding van de werkplaats, inclusief een beschoeiing en kraanbaan, naar een ontwerp van Johannes Brinkman en Van der Vlugt.

## Wederopbouw
Na de Tweede Wereldoorlog deelt ook Niehuis en Van den Berg in de groei. Er is geen plaats meer voor het bedrijf aan de Koushaven te Delfshaven, tussen 1954 en 1957 ontstaat een compleet nieuw bedrijf aan de Eemhaven, opgezet naar Amerikaans model, onder architectuur van H.D. Bakker.
De kantine is afkomstig van de tentoonstelling E55

## Overname
Rond 1980 is Niehuis en Van den Berg nog een van twee overgebleven zelfstandige reparatiewerven in de regio Rijnmond, waarbij de werkgelegenheid geleidelijk wel afkalft: 1979 604, 1980 563 werknemers. In de jaren tachtig komt ook Niehuis en Van den Berg in zwaar weer. De gemeente Rotterdam steekt een helpende hand toe en neemt in 1983 de kosten van het baggerwerk van de dokputten voor rekening en schort de erfpacht op. Maar in 1987 moet men surseance aanvragen, nadat fusieoverleg met collegabedrijven op niets is uitgelopen en een saneringsplan onvoldoende zal opleveren. Als oorzaken voor de aanhoudende problemen geeft het bedrijf aan dat reders hun reparatiewerken uitstellen, en dat moderne schepen minder onderhoud nodig hebben. Uiteindelijk wordt het bedrijf in 1998 overgenomen door Damen die het met drie andere reparatiebedrijven in het Botlekgebied in 2004 samenvoegt tot Damen Ship Repair. In 2019 wordt de scheepswerf overgenomen van Damen Ship Repair en gaat verder onder de naam van Greenport Rotterdam B.V.